# Казарян, Сона Араевна
Сона Араевна Казарян (арм. Մարիա Էդվարդի Կարապետյան; род. 30 марта 1993, Ереван) — армянский государственный деятель, депутат Национального собрания Армении VI и VIII созывов (2019—н. в.).

## Биография
Родилась 30 марта 1993 года в Ереване, Армянская ССР, СССР.
В 2013 году окончила Ереванский государственный лингвистический университет, факультет лингвистики и межкультурной коммуникации. В 2015 году окончила магистратуру Колледжа Европы в Польше, став магистром европоведения.
В 2015—2016 годах работала маркетологом в отделе развития бизнеса организации Synergy. В 2016—2017 годах руководила программами в организации BigBeck.
В 2017 году являлась помощником эксперта по информации в дипломатической миссии БДИПЧ / ОБСЕ, занималась мониторингом парламентских выборов.
В 2017—2018 годах работала экспертом в области информации и специалистом по мониторингу в Объединении информированных граждан.
В 2018—2019 года работала ответственной по связям с общественностью в социально-культурном фонде «UrbanLab». В ноябрн-декабрн 2018 года работала в отделе информации и связи с общественностью Комитета кадастра недвижимого имущества Армении.
С сентября 2018 года по январь 2019 года входила в муниципальный совета Еревана от блока партий «Мой шаг».
9 декабря 2018 года была избрана депутатом Национального собрания Армении (НС РА) VII созыва по общегосударственному избирательному списку от блока партий «Мой шаг», 14 января 2019 года вступила в свои полномочия. В июле 2021 года полномочия депутатом VII созыва истекли.
20 июня 2021 года была избрана депутатом НС РА VIII созыва по общегосударственному избирательному списку партии «Гражданский договор», 1 августа вступила в свои полномочия.
В обоих составах, VII и VIII, входила в постоянную комиссию по вопросам европейской интеграции.
Замужем, есть ребёнок.